# لوكسمبورغية

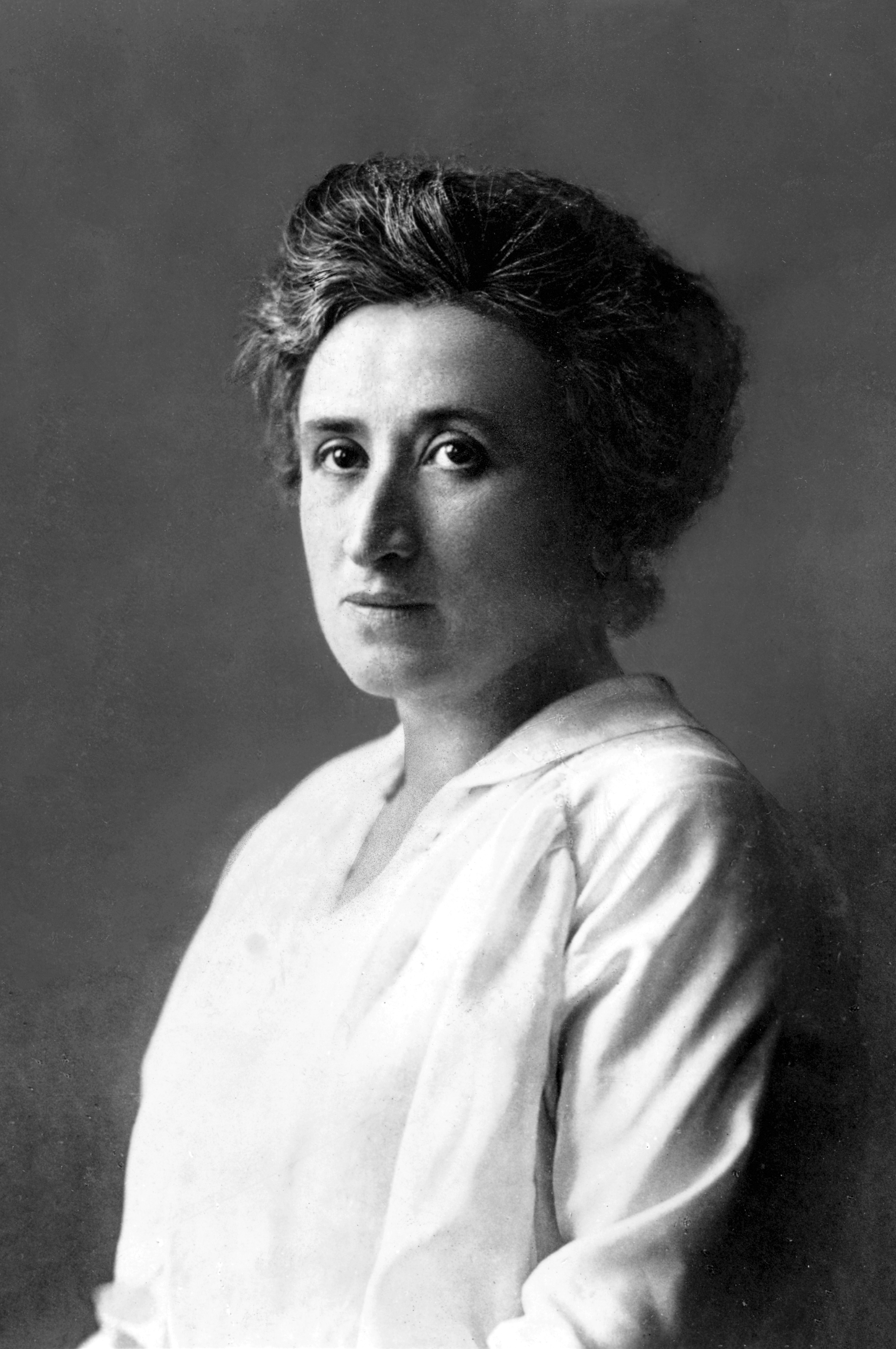

اللكسمبورغية، هي نظرية ثورية، اشتراكية تحررية ضمن الماركسية، ترتكز على مؤلفات روزا لكسمبورغ. المصطلح استخدم من قبل القادة البلاشفة لإعلان الفرق بين أتباع لكسمبورغ عن اللينينية التقليدية، لكن لاحقا تبناها أنصارها.
انتقدت روزا لكسمبورغ سياسات لينين وتروتسكي خلال الثورة الروسية، وكذلك المركزية الديمقراطية التي لم تر أنها ديمقراطية.

## اللكسمبورغية: اشتراكية ثورية ديمقراطية
النزعة الرئيسية في اللكسمبورغية هي الديمقراطية وضرورة القيام بالثورة. إنها تشابه الشيوعية المجالسية، ولكنها لا ترفض مبدأ الانتخابات. إنها شبيهة باللاسلطوية في تركيزها على اعتماد الناس على أنفسهم كمعارضين للقيادة لتجنب المجتمع السلطوي، لكنها تختلف في كونها ترى أهمية للحزب الثوري في النضال الثوري. إنها تتفق مع التروتسكية في معارضتها لاستبداد الحكومة الستالينية بينما تتجنب السياسات الإصلاحية للديمقراطية الاجتماعية، لكنها تختلف عنها في تأكيدها على أن لينين وتروتسكي قاموا بأعمال غير ديمقراطية.
تنتقد لكسمبورغ الممارسات السياسية الشمولية والسياسات الانتهازية للبلاشفة، مرتكزة على مفهوم ماركس عن «الثورة في الاستمرارية» والتأكيد دور الحزب الثوري دون خلق دولة الحزب الواحد، والتأكيد على دور الطبقة العاملة ضمن بنى ديمقراطية جذرية على تنظيم، تسليح، والدفاع عن أنفسهم عبر الميليشيات والمجالس العمالية، وفي إدارة برنامجهم الاشتراكي الخاص، وزيادة حقوق العمال، وجمعنة الأراضي الزراعية للبلدان الإقطاعية. وبسبب تعارض البلاشفة مع هذا، اتمت لكسمبورغ الثورة بأنها أصبحت بيروقراطية، معادية للعمال والفلاحين.
كما عارضت لكسمبورغ لينين في تنظيم الحزب الثوري حيث قالت أن المركزية الديمقراطية ستقود إلى انتهاء الديمقراطية الداخلية وسيطرة بعض القادة على الحزب. رأت لكسمبورغ أن اللينينية سوف تقود إلى دكتاتورية بعد الثورة. وبالرغم من وفاتها قبل صعود ستالين للسلطة، لذا لم تحلل الستالينية ولكن نقدها للبلاشفة استخدم في نقد الستالينية.
الديمقراطية اللكسمبورغية هي ديمقراطية عمومية بدون تفصيل، فهي اتجاه شيوعي مخالف للشيوعية السائدة، تماما كالشيوعية اللاسلطوية، ولكنها تركز على دور الحزب الثوري وتعود إلى نظريات كارل ماركس. وبسبب غموض الديمقراطية اللكسمبورغية فإنه من الصعب أن تحصل على الدعم حتى تنتشر. ولكن منذ انهيار الاتحاد السوفييتي، تم قراءة اللكسمبورغية من قبل الكثرين كطريقة لتفادي الاستبدادية لأنها من أوائل الأفكار الماركسية التي انتقدت اللينينية. ساهمت اللكسمبورغية بشكل رئيسي في الاشتراكية الديمقراطية.

## الجدلية عن العفوية والتنظيم
الجدلية عن العفوية والتنظيم هو جزء رئيسي من الفلسفة السياسية لروزا لكسمبورغ، حيث اعتبرت أن العفوية ذات الجذور اللاسلطوية، هي الطريق لتنظيم الصراع الطبقي الموجه حزبيا. لقد كانت ترى أن العفوية والتنظيم لا ينفصلا عن بعضهما البعض، ولكنهما عمليتان مختلفتان في العملية السياسية الواحدة، ولا تتواجد الواحدة منهم دون الأخرى. فالتنظيم يتبع العفوية، غكانت ترى إنه من الخطأ وضع العفوية كشيء مجرد، ورفضت فكرة أن التنظيم هو جزء من التطور التاريهي، ولكنها رأته كنتيجة للصراع الطبقي.

## في حق تقرير المصير ومعارضة الحرب الامبريالية والرأسمالية
انتقدت روزا رؤى لينين عن حق الأمم المضطهدة في الامبراطورية القيصرية السابقة في تقرير المصير. لقد رأت أن هذا هو تدخل استعماري في هذه البلدان، فقد رفضت فكرة الحقوق الوطنية في ظل الاشتراكية.
كذلك رأت روزا أن الأممية الثانية كانت خيانة كاملة للاشتراكية. حيث رأت أنه في بداية الحرب العالمية الأولى الأحزاب الديمقراطية الاجتماعية حول العالم خانت الطبقة العاملة العالمية عبر دعمها للبرجوازية في الحرب. بما فيه الحزب الديمقراطي الاجتماعي الألماني. وعارضت إرسال شباب الطبقة العاملة حتى يذبحوا في حرب البرجوازيات القومية في سعيها للسيطرة على الموارد والأسواق العالمية.

## اللكسمبورغية اليوم
لا تنشط الحركة الثورية اللكسمبورغية اليوم. هناك شبكتان عالميتان للكسمبورغية"، الشيوعية الديمقراطية، والشبكة العالمية اللكسمبورغية. وتبرز خصائصها أيضا في الحركة النسوية. وينظر إليها أنها تصحيح للنظرية الثورية. وفي العام 2002 تم إحياء ذكراها في مسيرة من 10 آلآف شخص، ووضع حوالي 90 ألفا الورود على مدفنها.
للعديد من الاشتراكيين، تعتبر روزا شهيدة من أجل الاشتراكية الثورية.